# Groppello
Groppello ist eine  Familie von Rebsorten aus Italien. 
Zur Familie gehören die Sorten:
- Groppello Gentile: sie wird fast ausschließlich am Westufer des Gardasees in der Region Lombardei angebaut und ist die Hauptsorte im dortigen DOC-Wein Riviera del Garda Bresciano.
- Groppello Bianco, eine weiße Sorte der Region Venetien.
- Groppello di Mocasina, eine rote Sorte der Provinz Brescia in der Lombardei
- Groppello di Santo Stefano, eine seltene rote Sorte der Provinz Brescia in der Lombardei